# Сорокин, Фёдор Алексеевич
Фёдор Алексе́евич Соро́кин (15 декабря 1916, дер. Вельяминовка, Тамбовская губерния — 12 февраля 1978, там же) — участник Великой Отечественной войны, Герой Советского Союза.

## Биография
Родился в крестьянской семье, в деревне Вельяминовка Козловского уезда Тамбовской губернии (ныне — Петровский район Тамбовской области). Окончил 6 классов, работал в колхозе. Переехал в город Воскресенск Московской области, где работал на цементном заводе.
С 1937 года призван в Красную Армию. На фронте в Великую Отечественную войну с августа 1941 года. В 1942 году окончил курсы усовершенствования командного состава, а в 1944 — стрелково-тактические курсы усовершенствования комсостава РККА «Выстрел».
В январе 1945 года в должности заместителя командира батальона 738-го стрелкового полка, входившего в 134-ю стрелковую дивизию, майор Фёдор Сорокин отличился в боях. 14 января 1945 года батальон прорвал глубоко эшелонированную оборону противника в районе села Коханув (Польша), участвовал в освобождении города Радом. 25 января батальон с хода форсировал реку Варта и вышел на бывшую государственную границу между Польшей и Германией.
Член КПСС с 1943 года. В 1946 году Сорокин вышел в запас. Жил в родном селе Вельяминовка, где работал заместителем председателя колхоза.
Умер 12 февраля 1978 года, похоронен в селе Волчки Петровского района Тамбовской области.

## Награды
- Герой Советского Союза (27 февраля 1945);
- орден Ленина (27 февраля 1945);
- орден Красного Знамени (29.9.1944);
- орден Суворова 3-й степени (3.6.1945)[2];
- орден Красной Звезды (13.10.1943);
- медали, в том числе:
  - медаль «За боевые заслуги» (4.10.1942)[3].